# Rissoler

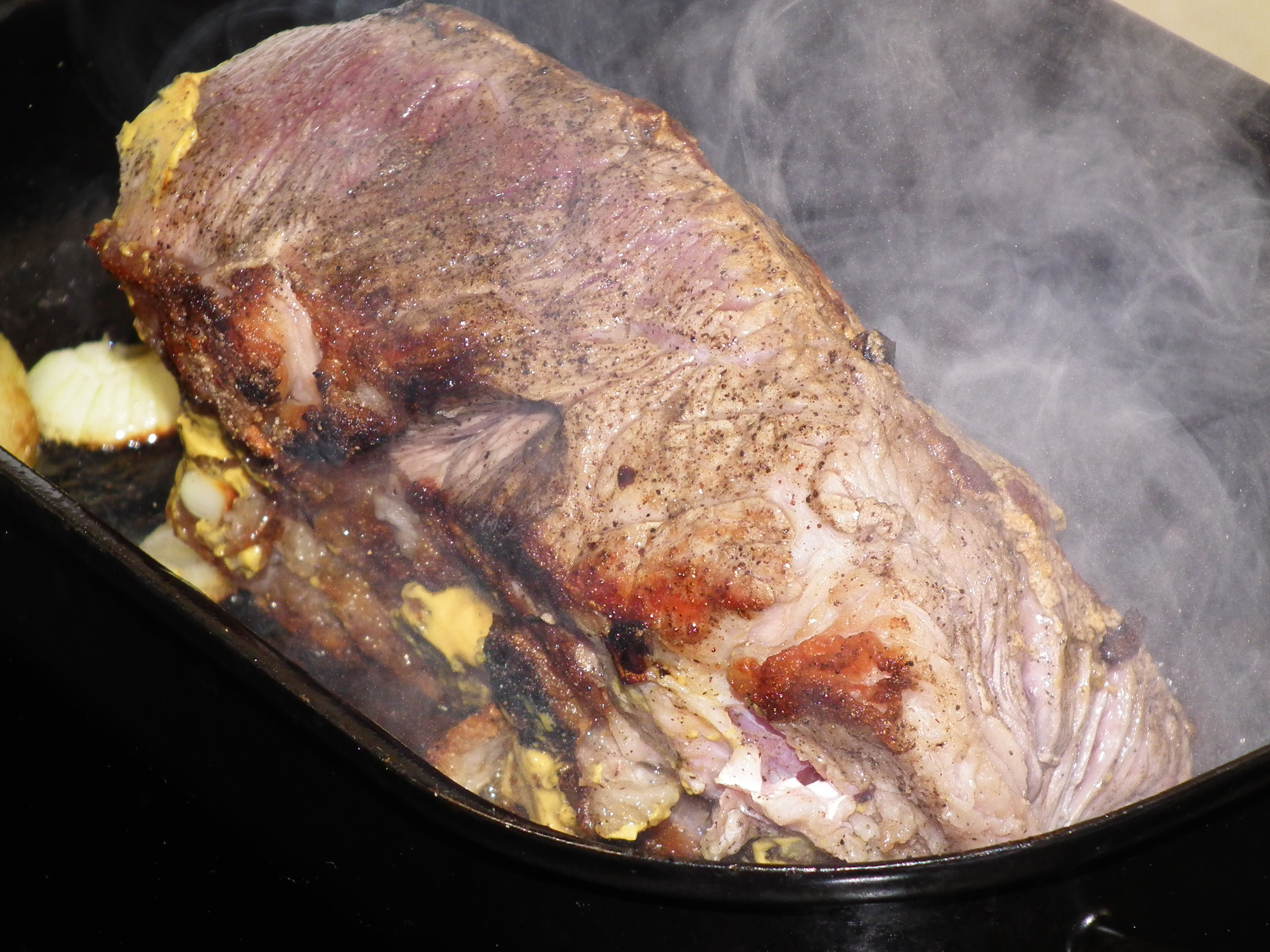
Filet de bœuf rissolé.

Rissoler est un verbe dérivé du substantif français rissole, « pâte feuilletée contenant une farce à base de viande ou de poisson et qui est cuite à grande friture ». C'est une forme altérée de l'ancien français roissole, « sorte de pâtisserie frite ». Le verbe signifie donc : cuire à feu très vif et à découvert, sous surveillance constante, généralement des viandes ou des légumes dans un corps gras, de manière que l'aliment grille ou dore. Rissoler est en principe une étape de la cuisson, un feu très vif étant susceptible de brûler l'aliment.
Dans le cas des viandes, rissoler est une étape généralement brève de début de la préparation qui permet de caraméliser les sucs de la surface de la viande, et en y créant une couche protectrice, d'éviter ainsi que la viande perde ensuite trop de son suc pendant le reste de la préparation[réf. souhaitée]. On parle de « faire revenir » la viande.
On peut également rissoler des pommes de terre, la préparation consistant à les faire revenir dans de la graisse (beurre, margarine, huile, gras de canard ou d'oie).

## Rôle de la graisse
La graisse intervient de deux manières dans la réaction : 
- physiquement, parce que la température d'ébullition de l'eau est de 100 °C et que celle de la graisse est d'environ 180 °C, la cuisson en graisse chaude permet à la surface de l'aliment d'atteindre la température où une caramélisation et une réaction de Maillard deviennent possibles. Si au contraire la viande trempe dans son jus, ces réactions sont impossibles car le jus de viande, composé principalement d'eau, empêche la température de dépasser environ 100 °C[1] : c'est ce qu'on observe quand on cuit des steaks dans une poêle avec une chaleur insuffisante (steak mis alors que la graisse n'est pas assez chaude, steaks déposés en trop grand nombre d'un seul coup, ce qui écroule la température de la poêle, ou installation qui ne chauffe pas assez). Dans ce cas, les steaks perdent progressivement tout leur jus et deviennent très durs. C'est pourquoi un steak à point, grillé dehors et encore juteux à l'intérieur se cuit donc rapidement à feu vif. Par contre, pour une cuisson au beurre, il faut éviter que le beurre ne brûle, la marge entre un beurre pas assez chaud et un beurre qui brûle est très étroite ;
- chimiquement, à température élevée, les sucres et les acides aminés (composants des protéines) réagissent (réaction de Maillard). En présence de graisses, la réaction est différente et devient une réaction à trois : protéines, sucres et graisses. D'un point de vue chimique, les molécules obtenues sont différentes et la conséquence culinaire est que le goût obtenu est supérieur[2].